# 三井北町
三井北町（みいきたまち）は、岐阜県各務原市の地名。現行行政町名は三井北町一丁目から三丁目。

## 地理
各務原市の稲羽地区の西部（旧・更木村）に属する。
町域の東部は三井東町、那加楠町、西部は三井町、那加新加納町、南部は三井町、金属団地、北部は那加新加納町、那加西那加町、那加東那加町、那加南栄町、那加門前町である。
町域には国道21号、及び県道93号川島三輪線が通過し、新境川が流れる。
かつての各務郡三井村の一部に該当する。
道路
- 国道21号（那加バイパス）
- 県道93号川島三輪線
- 三井街道

## 歴史
1984年（昭和59年）9月1日、三井町が区画整理され、三井町の一部と那加楠町の一部をもって三井北町が成立。

## 世帯数と人口
2024年（令和6年）10月1日現在の世帯数と人口は以下の通りである。
| 丁目           | 世帯数  | 人口   |
| -------------- | ------- | ------ |
| 三井北町一丁目 | 130世帯 | 323人  |
| 三井北町二丁目 | 167世帯 | 325人  |
| 三井北町三丁目 | 203世帯 | 372人  |
| 計             | 500世帯 | 1020人 |

## 小・中学校の学区
市立小・中学校に通う場合、学区は以下の通りとなる。
| 番・番地等 | 小学校                   | 中学校               |
| ---------- | ------------------------ | -------------------- |
| 全域       | 各務原市立那加第三小学校 | 各務原市立那加中学校 |

## 主な施設
- 三井北町集会施設
- 三井北公園